# Dołęga V
Dołęga odmienna – polski herb szlachecki - odmiana herbu Dołęga z nobilitacji.

## Opis herbu
Opis zgodnie z klasycznymi regułami blazonowania:
W polu czerwonym podkowa srebrna z takimż krzyżem zaćwieczonym na barku i takąż strzałą na opak między ocelami.

## Najwcześniejsze wzmianki
Herb z nobilitacji Marcina z Bielska z 17 marca 1552.

## Herbowni
Marcin z Bielska.